# Diuris behrii
Diuris behrii (Golden Cowslips) là một loài lan, đặc hữu ở Australia. Chúng được tìm thấy ở Nam Úc, Victoria, New South Wales và Lãnh thổ Thủ đô Úc.